# Alexander Goodlett Clark
Alexander Goodlett Clark, avstralski častnik, vojaški pilot in letalski as, * 11. avgust 1896, Sydney, † 26. december 1960, Goulburn, New South Wales.
Stotnik Clark je v svoji vojaški karieri dosegel 5 zračnih zmag.